# 12112 Sprague
12112 Sprague este un asteroid din centura principală de asteroizi.

## Descriere
12112 Sprague este un asteroid din centura principală de asteroizi. A fost descoperit pe 23 iunie 1998 în cadrul proiectului CSS. Asteroidul prezintă o orbită caracterizată de o semiaxă mare de 3,11 ua, o excentricitate de 0,14 și o înclinație de 22,9° în raport cu ecliptica.